# Числаго
Числаго (итал. Cislago) је насеље у Италији у округу Варезе, региону Ломбардија.
Према процени из 2011. у насељу је живело 8997 становника. Насеље се налази на надморској висини од 239 м.

## Становништво
Према резултатима пописа становништва 2011. у општини је живело 9.984 становника.
| 1936. | 1951. | 1961. | 1971. | 1981. | 1991. | 2001. | 2011. |
| ----- | ----- | ----- | ----- | ----- | ----- | ----- | ----- |
| 4.060 | 4.883 | 5.832 | 6.729 | 7.264 | 7.820 | 8.683 | 9.984 |